# 호로베쓰역
호로베쓰역(일본어: 幌別駅)은 일본 홋카이도 노보리베쓰시에 위치한 홋카이도 여객철도 무로란 본선의 철도역이다. 역 번호는 H30이며, 단선 · 섬식의 형태를 합친 2면 3선 구조의 복합 승강장을 갖춘 지상역이다.

## 이용 현황
| 승차 인원 추이 | 승차 인원 추이 |
| 연도           | 1일 평균       |
| -------------- | -------------- |
| 2008           | 663            |
| 2009           | 698            |
| 2010           | 712            |
| 2011           | 739            |
| 2012           | 727            |

## 역 주변
- 국도 제36호선
- 노보리베쓰 시청
- 도오 자동차도 노보리베쓰 무로란 나들목
- 노보리베쓰 기념 병원
- 호로베쓰 댐
- 이부리노보리베쓰 강
- 라이바 강

## 역사
- 1892년 8월 1일 : 홋카이도 탄광 철도의 역으로서 개업. 일반역.
- 1894년경 : 사리 전용선 약 2.2 km 부설.
- 1899년 12월 8일 : 화재에 의해 소실.
- 1902년 9월 1일 : 정거장을 무로란 부근으로 이전 개축.
- 1906년 10월 1일 : 홋카이도 탄광 철도의 철도 노선 국유화에 의해, 일본국유철도로 이관.
- 1907년 11월 30일 : 오다 유지에 의해 호로베쓰 광산 시노만베쓰로부터 역 앞까지의 9.6 km 사이에 마차궤도 부설.
- 1910년 8월 : 호로베쓰 강 상류까지 사리 전용선 부설.
- 1927년 12월 : 호로베쓰 광산 궤도에 기관차가 도입되어 경변 철도로 한다.
- 1949년 6월 : 역사 개축.
- 1951년 9월 26일 : 홋카이도 조달(주) 호로베쓰 공장 조업 개시. 전용선 1.6 km 운용개시.
- 1954년 : 호로베쓰 광산 궤도 철거.
- 1957년 5월 : 서쪽 출구 개설.
- 1978년 3월 30일 : 선상역으로 한다.
- 1982년 11월 15일 : 화물 취급 폐지.
- 1984년 2월 1일 : 소화물 취급 폐지.
- 1987년 4월 1일 : 일본국유철도 분할 민영화에 의해, 홋카이도 여객철도가 승계.
- 2002년 : 홋카이도 JR 서비스 넷에 역 업무를 위탁해 직영역에서 업무위탁역으로 한다.

## 인접 역
| 홋카이도 여객철도 무로란 본선 | 홋카이도 여객철도 무로란 본선 | 홋카이도 여객철도 무로란 본선 |
| ----------------------------- | ----------------------------- | ----------------------------- |
| H 31 와시베쓰 와시베쓰 방면   | 특급 '스즈란'                 | 노보리베쓰 H 28 삿포로 방면   |
| H 31 와시베쓰 오샤만베 방면   | 보통                          | 도미우라 H 29 이와미자와 방면 |